# Varley Woods

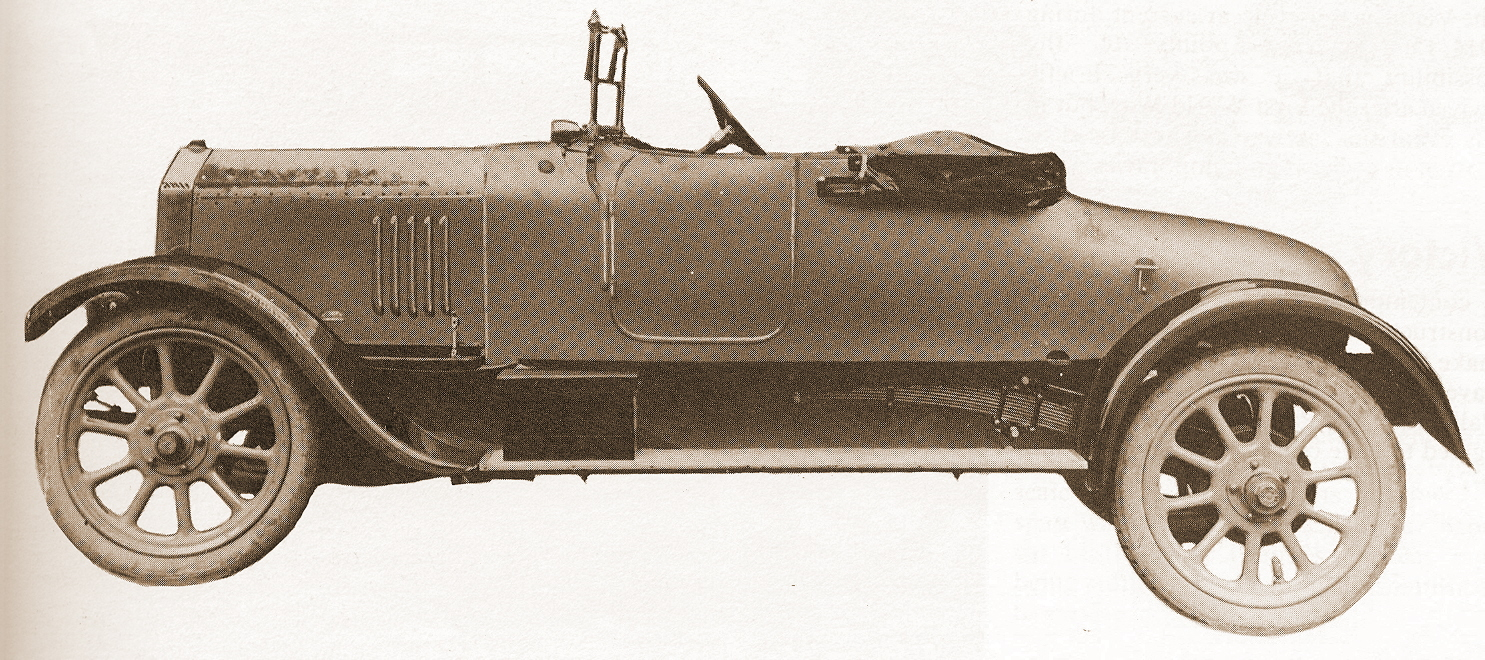
Varley-Woods (1920)

Varley-Woods war eine britische Automobilmarke, die 1918–1921 von HS Motors in London W1 hergestellt wurde.
1918 kam der 11.9 hp heraus, der von einem Reihenvierzylindermotor mit obenliegender Nockenwelle und 1,8 l Hubraum von Dorman angetrieben. Der Wagen hatte einen Radstand von 3048 mm und eine Spurweite von 1245 mm.
1920 ersetzte ihn der 14.3 hp mit einem seitengesteuerten Vierzylindermotor von Taylor mit 2,2 l Hubraum. Das Fahrgestell blieb gleich.
1921 verschwand die Marke wieder vom Markt.

## Modelle
| Modell  | Bauzeitraum | Zylinder | Hubraum  | Radstand |
| ------- | ----------- | -------- | -------- | -------- |
| 11,9 hp | 1918–1920   | 4 Reihe  | 1795 cm³ | 3048 mm  |
| 14,3 hp | 1920–1921   | 4 Reihe  | 2205 cm³ | 3048 mm  |

## Quelle
- David Culshaw & Peter Horrobin: The Complete Catalogue of British Cars 1895–1975. Veloce Publishing plc. Dorchester (1999). ISBN 1-874105-93-6